# 斉政館
斉政館（齋政館、さいせいかん）は、土御門家が京都に置いた暦学、天文学の家塾。寛政改暦の翌年、寛政12年（1800年）11月に設置。
幕府天文方との格差を認識した土御門家が家職の学問的再興を意図して設置されたとされる。土御門泰栄は自ら『天官書』と『暦学疑問』の講書を行った。
陰陽道宗家である土御門家は宝暦改暦での失敗を機に、造暦権を幕府天文方に奪われ、その監修・校正役に留まる事になった。この頃から同家は積極的に当時最新であった西洋天文学を導入する事を容認し、寛政改暦の際には西洋天文学を取り込んでいた幕府天文方が江戸より京都の造暦所に運び込んでいた最新の天文観測装置を土御門家は実見している。以降、土御門家はこれまで蓄積してきた多くの技術や知識を積極的に教授するようになり、家塾「斉政館（斉政舘）」へと結実していく。同時に土御門家は、当時在野において和算・天文に長けた人物を見つけて来ては門下に取り込んでいき、元来蓄積している知識にもさらに「厚み」を加えていき、ブラッシュアップをはかっている。
斉政館では蓄積された知識を塾で講義指南するほか、出版にも注目し、『五要奇書』や『星図歩天歌』をはじめ、これまで「秘書」として滅多に公開・教授していなかった典籍を書籍化していく。結果として、陰陽道の掌る技術のうち、方位や暦について、専門的な内容を、可能な限り専門性を残しながら、しかし解りやすく解説・集成したオリジナルの書籍『陰陽方位便覧』を刊行した。こうした一連の動きによって、これまで「秘術・秘儀」あるいは「秘伝」として限定された範囲でしか伝授されていなかった陰陽道の技術および実用法は、新たに「陰陽道の知識」＝「陰陽道知」へと変化をとげ、伝統知識と最新知識を学びたいという向学心に応える者にも広く門戸を開く事になった。これによって土御門家は、これまで通りに免状をもって認可していた配下陰陽師をはじめ、その管理下にある諸技能者・芸能者たちとは別に、家塾に入門して「陰陽道知」を学び、伝統知識と最新知識を学ぶ「門人」と呼ばれる層が土御門家を支える存在となっていった。
門人として有名な人物では、算学者であり現在の東京にある私立中学・高等学校を運営する学校法人順天学園の前身、順天堂塾を創設した福田 復・福田理軒兄弟や、のちに金光教開祖に読み書きや暦法や陰陽道知を教授し、立教に大きな影響を与えた備中国里庄の豪農 小野光右衛門、現在の東芝にあたる「芝浦製作所（のち東京芝浦電気）」の基礎である「田中製造所」を創設する「からくり儀右衛門」こと田中久重がいる。田中の代表的作品である「万年時計」のうち、いわゆる時計（西洋式時計）に加えて「自動和時計」「天象機（一年の太陽と月の動きを示す装置）」「二十四節気表示機能」「曜日表示機能」「十干十二支表示機能」「月齢表示機能」などが付属しているが、これら天文学・方位学・暦学といった知識は土御門家に入門して学んでいる。